# John Evelyn

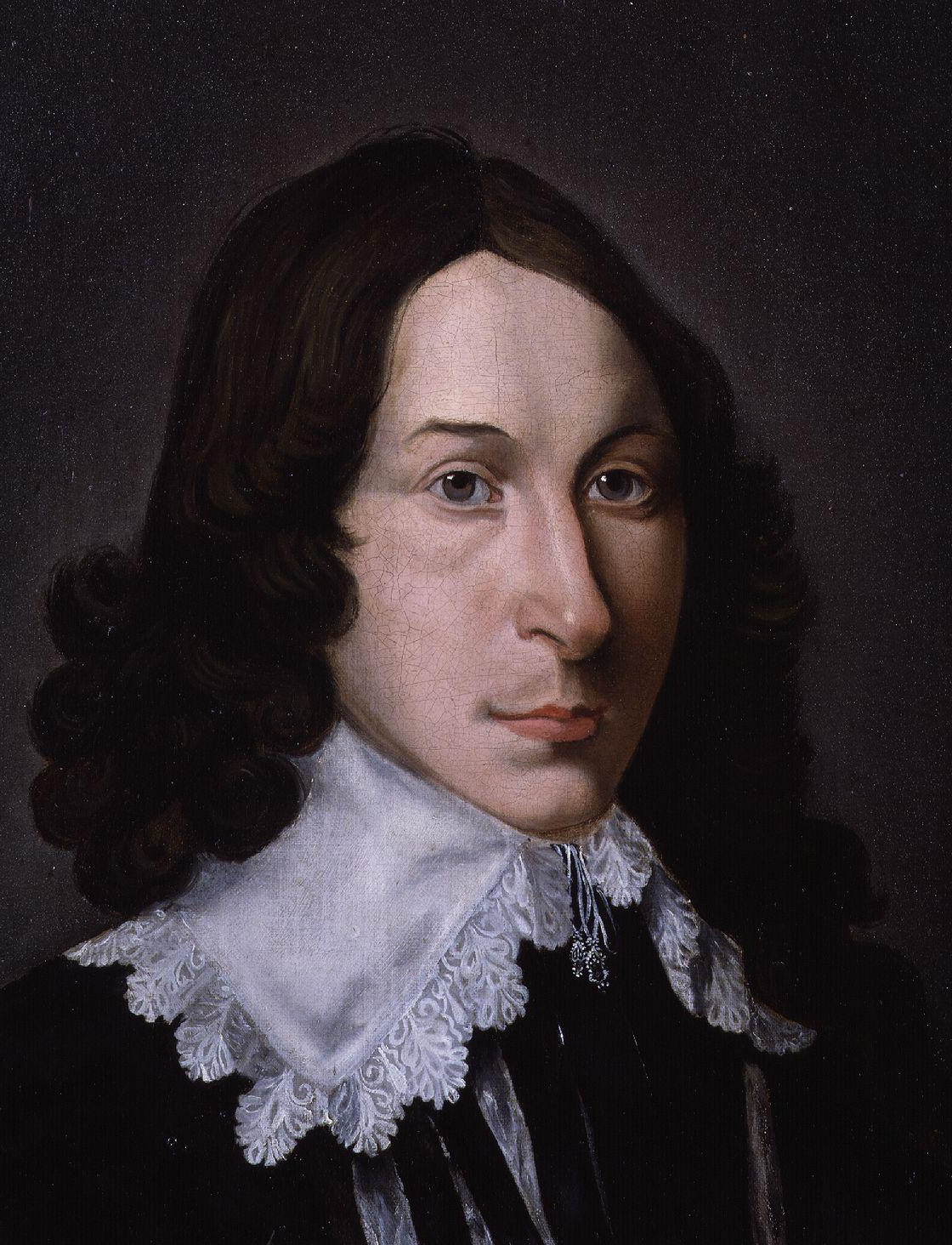
John Evelyn, retratat als 21 anys per Hendrick Van der Borcht, National Portrait Gallery, Londres.

John Evelyn, (31 d'octubre de 1620, Wotton, Surrey, Anglaterra - 27 de febrer de 1706, Londres) va ser un escriptor i jardiner anglès. És conegut per haver redactat uns diaris o memòries, coetanis amb els més divulgats de Samuel Pepys, i que són una font de primer ordre sobre l'art, la cultura i la política del segle xvii anglès (va ser testimoni de la mort de Carles I d'Anglaterra en el patíbul, de la de l'Oliver Cromwell i de la Gran Pesta i el Gran Incendi de Londres, el 1665 i 1666). Va viure a la localitat de Deptford, actualment part de Londres, i on existeix actualment una zona anomenada en el seu honor.
També va escriure sobre una gran quantitat de temes: teològics, polítics, numismàtics, arquitectura, horticultura, vegetarianisme, etc.
Va ser també un gran expert en arbres i va escriure Sylva, or a Discourse of Forest Trees, (Sylva, o un Discurs sobre arbres forestals) editada per primer cop el 1664, i que alertava a la plantació d'Anglaterra d'espècies forestals per a servir a la creixent necessitat de l'Armada britànica. També va destacar com bibliòfil, arribant a comptar amb una biblioteca personal de quasi 4000 llibres.